# 幻想牢獄のカレイドスコープ2
『幻想牢獄のカレイドスコープ2』（げんそうろうごくのカレイドスコープ2）は、エンターグラムによる日本のアドベンチャーゲーム作品である。PlayStation 4とNintendo Switch向けのゲームソフトとして、2025年3月14日に発売された。キャッチコピーは『勝ったらご褒美負けたら処刑！楽しい同窓会を始めましょう！』。

## 概要
前作『幻想牢獄のカレイドスコープ』に続く、ガールズ・メンタルサスペンスの第2作。すべての台詞がフルボイスで収録されている。企画・シナリオは竜騎士07が、キャラクターデザイン・原画は過去東が、音楽はひぐうみSoundが担当する。
前作とは異なる舞台と登場人物でデスゲームが繰り広げられる。また、1つのルールでゲームが展開された前作と異なり、本作では複数のデスゲームが展開される。各キャラクターの視点で物語を体験し、デスゲームの緊張感やキャラクター間の関係性を深く掘り下げる構成が取られている。前作の反響をもとに、より物語として楽しめるように構成が見直されている。

## ストーリー
れもん、梓杏、紫、黒祢の4人は、中学時代に変わり者の仲良しグループとして過ごしたが、各々の高校生活が始まると距離ができてしまっていた。高校3年の夏休み。久しぶりに黒祢から同窓会の誘いを受けた彼女たちは、各々の待ち合わせ場所に向かうが、気がつくと出口のない小部屋に閉じ込められていた。部屋の四隅にはそれぞれの席とお茶の用意がされており、椅子から伸びた鎖が彼女たちの首輪に繋がれている。この同窓会は、過去の清算を目的とする生死を懸けたデスゲームだった。4人は互いの秘密に向き合いながら、次々と危機的な選択を迫られていく。

## 登場人物
渦花 黒祢（うずはな くろね）
声 - 夏吉ゆうこ、小笠原早紀（中学生時代）
優しく人を立てるのがうまい。人の長所を見つけることに長け、ネガティブな話題でも前向きに捉える傾向がある。
れもん・紫・梓杏の3人に声をかけられて友人となった。あだ名は「コロネ」。かつていじられ役として周囲を和ませていた。
3人を同窓会に誘った張本人。過去の屈辱への復讐を果たすために、生まれ変わった姿で3人の前へ登場した。
家路 れもん（いえじ れもん）
声 - 和泉風花
ぼっち系のゲームオタク。会話が合わないときは無口だが、ゲームの話題になると饒舌になる。争いを好まず、揉め事が起こりそうになると回避する傾向がある。コロネとゲームの話題で意気投合してからは、友人関係を築いている。
巌⽔ 梓杏（いわみず しあん）
声 - 田野アサミ
凄み系のぼっち不良。自分に降りかかる問題は全て暴力で解決してきた。喧嘩腰になりやすく、他者が取り入ろうとすると不快に感じることが多い。単純な問題を自ら複雑にする癖があり、誰かに止めてほしいと思っている。コロネとは怯まずに女の子として接してくれるため仲が良い。
紅葉寺 紫（こうようじ むらさき）
声 - 矢野妃菜喜
容姿端麗で学力も高い高慢なお嬢様。冷たい態度で他者に嫌われやすい。合理的かつ冷酷な判断が得意である。本人に見下す意図はないが、その言動が誤解を招いてしまう傾向がある。コロネと出会い、自分の言動が正しく伝わることを初めて経験した。
ハンプティ・ダンディ・ダンプティ
声 - 茶風林
デスゲームの進行を行なうマスコットキャラクター。

## 主題歌
「まっしろゲロカス☆リユニオン」
渦花黒祢（夏吉ゆうこ）によるオープニングテーマ。作詞は竜騎士07/07th Expansion、作曲・編曲はxaki。
作編曲を担当したxakiによれば、本楽曲は「より強く激しくロックに」と注文されて制作された。xakiはこの注文を受けて、EDMロックをベースにしながら、チップチューンやボーカル加工などやりたい放題制作したという。

## 製品情報
通常版と完全生産限定版の2種類が発売された。完全生産限定版には以下の特典が収録されている。
- アクリルジオラマ
- オリジナルサウンドトラックCD

ひぐうみSoundによるBGMとオープニング主題歌のフルバージョンが収録されている。
- 設定資料集

各登場人物の設定資料や、物語冒頭部分の台本が収録されている。
- チェンジングアクリルキーホルダー

| 発売日        | 機種            | 品番        | 品番       |
| 発売日        | 機種            | 通常版      | 限定版     |
| ------------- | --------------- | ----------- | ---------- |
| 2025年2月14日 | PlayStation 4   | PLJM-17402  | EGCS-00285 |
| 2025年2月14日 | Nintendo Switch | HAC-P-BLC8A | EGCS-00286 |